# Piero Boitani
Piero Boitani (Roma, 1947) è un filologo, critico letterario e traduttore italiano.

## Biografia
Professore Emerito di Letterature Comparate all'Università "La Sapienza" di Roma, ha insegnato Lingua e Letteratura Italiana all'Università di Cambridge, dove ha anche conseguito il Ph.D.. e Letteratura Comparata presso l'Università della Svizzera Italiana (USI) a Lugano.
Dantista,  studioso del mito, della Bibbia e delle sue ri-scritture, Boitani ha anche svolto attività di traduttore.
Scrive su L'indice dei libri del mese e Il Sole 24 Ore
È stato Presidente dell'Associazione Italiana di Anglistica e della Società Europea di Studi inglesi (di cui è Presidente Onorario); è Fellow della British Academy, della Medieval Academy of America, della Dante Society of America; socio de Il Mulino, della Accademia Polacca di Arti e Scienze, dell'Academia Europæa, dell'Accademia delle Scienze di Torino, dell'Accademia dell'Arcadia, dell'Accademia dei Lincei; Direttore Letterario della Fondazione Lorenzo Valla.
Nel 2002 ha vinto il Premio Feltrinelli dell'Accademia dei Lincei per la Critica Letteraria, nel 2010 il Premio De Sanctis, nel 2016 il Premio Balzan per la Letteratura Comparata.

## Opere
- Prosatori Negri Americani del Novecento, Roma, Edizioni di Storia e Letteratura, 1973.
- (EN) Chaucer and Boccaccio, Oxford, Medium Aevum, 1977.
- La narrativa del Medioevo inglese, Bari, Adriatica, 1980; Carocci, Roma, 1998
  - English Medieval Narrative in the 13th and 14th Centuries, Cambridge University Press, 1982
- Chaucer and the Imaginary World of Fame, Cambridge, Brewer, 1984
- The Tragic and the Sublime in Medieval Literature, Cambridge University Press, 1989
  - Il tragico e il sublime nella letteratura medievale, Bologna, Il Mulino, 1992
- La letteratura del Medioevo inglese, Roma, Nuova Italia Scientifica, 1991. - Carocci, Roma, 2001.
- L'ombra di Ulisse. Figure di un mito, Bologna, Il Mulino, 1992
  - The Shadow of Ulysses, Oxford University Press, 1994
  - La sombra de Ulises, Barcelona, Peninsula, 2001
  - A Sombra de Ulisses, São Paulo, Perspectiva, 2005
- Ri-Scritture, Collana Incontri n.5, Bologna, Il Mulino, 1997, ISBN 978-88-150-6132-4; 
  - The Bible and its Rewritings, Oxford University Press, 1999
- Il genio di migliorare un'invenzione. Transizioni letterarie, Bologna, Il Mulino, 1999
  - The Genius to Improve an Invention, University of Notre Dame Press, 2002
- Esodi e Odissee, Napoli, Liguori, 2004.
- Parole alate. Voli nella poesia e nella storia da Omero all'11 settembre, Milano, Mondadori, 2004.
  - Winged Words, University of Chicago Press, 2007
- Dante's Poetry of the Donati (London, Italian Studies, 2007)
- Prima lezione sulla letteratura, Roma-Bari, Laterza, seconda ed. 2021.
- Sulle orme di Ulisse, 2ª ed. aumentata, Bologna, Il Mulino, 2007.
- Letteratura europea e Medioevo volgare, Bologna, Il Mulino, 2007.
- Il Vangelo secondo Shakespeare, Bologna, Il Mulino, 2009. - trad. inglese, The Gospel According to Shakespeare, University of Notre Dame Press, 2013.
- Il grande racconto delle stelle, Bologna, Il Mulino, 2012.
- Dante e il suo futuro, Roma, Edizioni di Storia e Letteratura, 2013.
- con Emilia di Rocco, Guida allo studio delle letterature comparate, Roma-Bari, Laterza editore, 2013.
- Letteratura e verità, Roma, Studium, 2013.
- Riconoscere è un dio. Scene e temi del riconoscimento nella letteratura, Torino, Einaudi, 2014.
- Anagnorisis. Scenes and Themes of Recognition and Revelation in Western Literature, Brill, 2021.
- Tre favole romane, Bologna, Il Mulino, 2014.
- Il grande racconto di Ulisse, Collana Grandi illustrati, Bologna, Il Mulino, 2016, ISBN 978-88-152-6638-5.
- Dante e le stelle, Roma, Castelvecchi, 2017. - Prefazione di Massimo Arcangeli, Castelvecchi, 2021, ISBN 978-88-329-0371-3.
- Dieci lezioni sui classici, Collana Intersezioni, Bologna, Il Mulino, 2017, ISBN 978-88-152-7365-9.
- con Peter Dronke, La meraviglia, Roma, Edizioni di Storia e letteratura, 2019.
- Ovidio. Storie di metamorfosi, Collana Intersezioni, Bologna, Il Mulino, 2020, ISBN 978-88-152-8730-4.
- Verso l'incanto. Lezioni di poesia, Biblioteca Universale n.706, Roma-Bari, Laterza, 2021, ISBN 978-88-581-4453-4.
- Vedere le cose. Il grande racconto della poesia d'Irlanda, Collana Oscar Saggi. Baobab, Milano, Mondadori, 2021, ISBN 978-88-047-4359-0.
- Rifare la Bibbia. Ri-Scritture letterarie, Collezione di Testi e di Studi, Bologna, Il Mulino, 2021, ISBN 978-88-152-9332-9.
- In cerca di Amleto, con un saggio di Pietro Citati («Gli angeli di Amleto»), Collana Intersezioni n.584, Il Mulino, 2022, ISBN 978-88-153-8221-4.

- Timeo in Paradiso. Metafore e bellezza da Platone a Dante, Roma, Donzelli, 2023, ISBN 978-88-552-2537-3.
- Plato's Poem - Il poema di Platone, a cura di Paolo Febbraro, Roma, Elliot Edizioni, 2024, ISBN 978-88-927-6354-8.

### Curatele e contributi
- J.A.W. Bennett, The Humane Medievalist and Other Essays, Roma, Edizioni di Storia e Letteratura, 1982.
- con V. Gentili, L'età vittoriana: l'immagine dell'uomo fra letteratura e scienza, Roma, Ediz. di Storia e Letteratura, 1982.
- Chaucer and the Italian Trecento, Cambridge University Press, 1983
- con Jill Mann, The Cambridge Chaucer Companion, Cambridge University Press, 1986-2003.
- The European Tragedy of Troilus, Oxford University Press, 1989
- Il Medioevo, Bologna, Il Mulino, 1991
- English Studies in Transition, con R. Clark, London, Routledge, 1993, 8 volumi di J.A.W. Bennett Memorial Lectures, con A. Torti (Cambridge, Brewer, 1983-)
- Ulisse: archeologia dell'uomo moderno, con Richard Ambrosini, Roma, Bulzoni, 1998
- Lo spazio letterario del Medioevo volgare, 5 voll., con Alberto Varvaro e Mario Mancini, Roma, Salerno, 1999-2005
- Geoffrey Chaucer, Opere (2 voll.), Collana I Millenni, Torino, Einaudi, 2000.
- Il viaggio dell'anima, con Manlio Simonetti e Giuseppe Bonfrate, Milano, Fondazione Lorenzo Valla-Mondadori, 2007.
- William Shakespeare, Il Racconto d'Inverno, Marsilio, 2021.

### Traduzioni
- Anonimo, Sir Gawain e il Cavaliere Verde, Milano, Adelphi, 1986.
- William Shakespeare, Cimbelino, Milano, Garzanti, 1994.
- Anonimo, La nube della non-conoscenza, Milano, Adelphi, 1998.
- Severino Boezio, Consolazione della Filosofia, trad. con Michela Pereira, Collezione Scrittori greci e latini, Milano, Fondazione Lorenzo Valla-Mondadori, 2023, ISBN 978-88-047-6484-7.

### Introduzioni
- Clive Staples Lewis, L'immagine scartata, Genova, Marietti, 1990.
- Geoffrey Chaucer, Racconti di Canterbury, Milano, Leonardo, 1991.
- William Langland, Piero l'Aratore, Milano, San Paolo, 1994.
- W.B. Yeats, Opera poetica, Collana I Meridiani, Milano, Mondadori, 2005.

### Altri contributi
- in Storia della civiltà letteraria inglese, a cura di Franco Marenco, Torino, UTET, 1996.
- in Alessandro nel Medioevo occidentale, Milano, Fondazione Valla-Mondadori, 1997.